# Trichophiala devylderi
Trichophiala devylderi is een vlinder uit de familie van de Eupterotidae. De wetenschappelijke naam van de soort is voor het eerst geldig gepubliceerd in 1879 door Aurivillius.